# ジャパン (バンド)
ジャパン（Japan）は、イギリスのニュー・ウェイヴ・バンド。デヴィッド・シルヴィアンを中心に1974年結成。1982年解散。

## 歴史
デヴィッド・シルヴィアンとその弟スティーヴ・ジャンセン、デヴィッドの親友であったミック・カーンを中心に結成。カーンの兄の結婚式にバンドとして最初のお披露目をした。
当初はカーンをリード・ボーカルとして練習していたが、本番直前になって怖じ気づいたカーンが、シルヴィアンに無理矢理頼み込んでボーカルを代わってもらい、以降はシルヴィアンがリード・ボーカルとなった。
その後、高校の同級であったリチャード・バルビエリを誘い、更にオーディションでロブ・ディーンを迎え入れ、デビュー当初のバンドの形態となった。
デビュー当初はアイドルとして宣伝されたグループだったが、イギリスの音楽シーンではほとんど人気がなかった。逆に日本では、初来日でいきなり武道館での公演を行うなど、ビッグ・イン・ジャパン的な持て囃され方をされていた。初期のサウンドは、主に黒人音楽やグラムロックをポスト・パンク的に再解釈した、ディスコティックながらぎくしゃくとしたノリをもった音楽性であり、そうしたフリーク的なアプローチを韜晦するようなひねくれたセンスや、ややダウナーな歌詞が特徴であった。
1979年のシングル「ライフ・イン・トウキョウ」（ジョルジオ・モロダーとの共作）を機にシンセポップ路線へ移行し、初期の荒削りなロックサウンドから次第に耽美的な音像を強めていく。3枚目のアルバム『クワイエット・ライフ』においては完全に初期のグラムロック／ファンク色を払拭し、一見ポップなサウンドのなかにカーンのうねるフレットレスベースやバルビエリの抽象的なシンセサウンド、ジャンセンの堅実で豊かなリズムアレンジ、そしてシルヴィアンの頽廃的で内省的なボーカルとリリックといった独特のアレンジを加えることで、他に類を見ない個性を確立（反面ギターサウンドの出番は大きく後退する）。この頃から本国でも評価を高め始める。
その後、アリオラハンザ・レコードからヴァージン・レコードへ移籍し、アルバム『孤独な影』とアルバム『錻力の太鼓』をリリース。この2作で、バンドはアフリカン・ビートや東洋音楽の意匠を取り入れ、独特のリズム解釈やグルーヴを追求。また、後年のメンバーの音楽性の萌芽といえるアプローチもあり、事実エスノ色とアンビエント色の入り混じった『錻力の太鼓』からのシングル「ゴウスツ」はバンド最高のヒットを記録した。
なお、オリジナル・メンバーのディーンが5作目の制作前に脱退したため、最後のツアーでは当時一風堂の土屋昌巳がサポートとして参加し、リードギターを担当した。

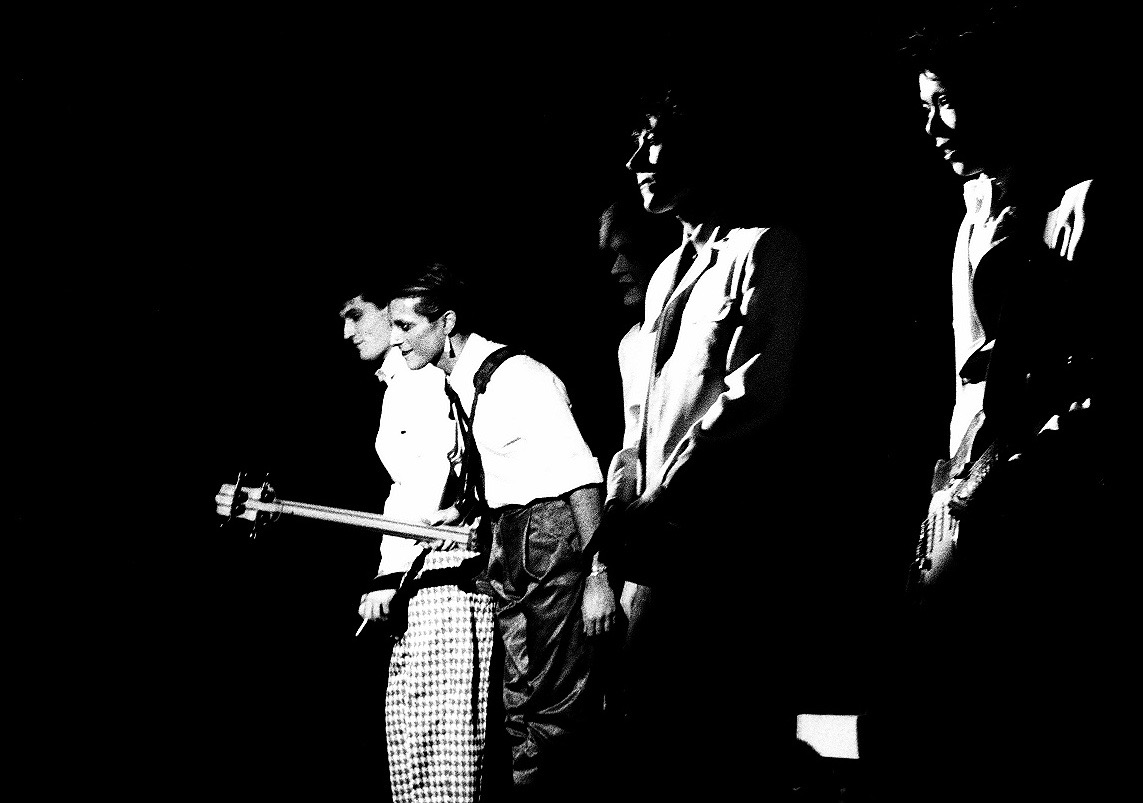
左からジャンセン、カーン、シルヴィアン、バルビエリ、土屋（1982年）

1991年には、解散時の4人でレイン・トゥリー・クロウ（Rain Tree Crow）名義でアルバム『レイン・トゥリー・クロウ』をリリースしたが、この1枚のみで終了。しかしその後も確執自体は存在しつつも（ミック・カーンの自伝参照）、メンバー同士で相互の作品に客演する機会を持つなど、ミック・カーンが死去するまで4人の間に一定の関係は保たれていた。

## エピソード
- シンコーミュージックより1983年に創刊された写真集『JAPAN PHOTO STORY』によるとバンド名の由来に特に意味はなく、「なんとなくJAPANという響きが浮かんだだけ」とデヴィッド・シルヴィアンは述べている。
- 原曲のクオリティを下げないようにライブでの再現性には気を配っていた。同上の『JAPAN PHOTO STORY』ではツアーの際、シルヴィアンが自ら機材の入念なチェックをする写真が収められている。ちなみにライブではシーケンサーは使用されず、演奏不可能なトラックはオープンリールのMTRを使い、ドラムのジャンセンがヘッドフォンでモニターしていた。
- 解散コンサートの日本公演最終場所は愛知県の名古屋市公会堂（当時）。1982年12月16日であった。

## メンバー
- デヴィッド・シルヴィアン（David Sylvian） - ボーカル、ギター、キーボード（1974年 - 1982年、1989年 - 1990年）
- ミック・カーン（Mick Karn） - ベース、サクソフォーン、バック・ボーカル（1974年 - 1982年、1989年 - 1990年）
- スティーヴ・ジャンセン（Steve Jansen） - ドラム、パーカッション、キーボード（1974年 - 1982年、1989年 - 1990年）
- リチャード・バルビエリ（Richard Barbieri） - キーボード、シンセサイザー（1975年 - 1982年、1989年 - 1990年）
- ロブ・ディーン（Rob Dean） - ギター、バック・ボーカル（1975年 - 1981年）

※デヴィッド・シルヴィアン（本名：David Batt）とスティーヴ・ジャンセン（本名：Steve Batt）は兄弟である。（デヴィッドが兄、スティーヴが弟）
ライブ・メンバー
- ジェーン・ショーター（Jane Shorter） - サクソフォーン（1979年 - 1980年）
- デヴィッド・ローズ（David Rhodes） - ギター（1981年）
- 土屋昌巳（Masami Tsuchiya） - ギター、キーボード（1982年）

## ディスコグラフィ

### スタジオ・アルバム
- 『果てしなき反抗』 - Adolescent Sex（1978年、Hansa）
- 『苦悩の旋律』 - Obscure Alternatives（1978年、Hansa）
- 『クワイエット・ライフ』 - Quiet Life（1979年、Hansa）
- 『孤独な影』 - Gentlemen Take Polaroids（1980年、Virgin）※坂本龍一が8曲目に参加。
- 『錻力の太鼓』 - Tin Drum（1981年、Virgin）
- 『レイン・トゥリー・クロウ』 - Rain Tree Crow（1991年、Virgin）※レイン・トゥリー・クロウ名義

### ライブ・アルバム
- 『オイル・オン・キャンヴァス』 - Oil On Canvas（1983年、Virgin）※同内容のライブ・ビデオ（VHS）が1983年に東映ビデオでリリースされ、後に1992年にバップで再リリースされている。

### シングル
※日本盤シングルのみ
- 「奇（あや）しい絆」 - "The Unconventional"（1978年）
- 「孤独な安らぎ」 - "Sometimes I Feel So Low"（1978年）
- 「ライフ・イン・トウキョウ」 - "Life in Tokyo"（1979年）
- 「クワイエット・ライフ」 - "Quiet Life"（1979年）
- 「セカンド・ザット・エモーション」 - "I Second That Emotion"（1980年）
- 「孤独な影」 - "Gentlemen Take Polraroids"（1980年）
- 「ジ・アート・オブ・パーティーズ」 - "The Art of Parties"（1981年）

## 日本公演
- 1979年

3月6日 武道館大ホール、7日 名古屋市公会堂、9日 福岡市九電記念体育館、10日 大阪フェスティバルホール、11日 大阪万国博ホール
- 1980年

3月16日 武道館大ホール、19日・20日 大阪フェスティバルホール、21日 京都会館第一ホール、22日 福岡市九電記念体育館、24日 金沢石川厚生年金会館、26日 新潟県民会館、27日 茨城県立県民文化センター、29日 札幌厚生年金会館
- 1981年

2月15日 静岡市民文化会館、16日 宮城県民会館、18日 札幌厚生年金会館、20日 大阪フェスティバルホール、21日 名古屋市公会堂、23日 京都会館第一ホール、25日 武道館大ホール
- 1982年

12月8日 武道館大ホール、9日・10日 中野サンプラザ、12日 東京厚生年金会館、14日 大阪フェスティバルホール、15日 京都会館第一ホール、16日 名古屋市公会堂

## 関連アーティスト
- レイン・トゥリー・クロウ（ディーンを除く実質上の再結成）
- ドルフィン・ブラザーズ（ジャンセンとバルビエリによるバンド）
- ナイン・ホーセス（シルヴィアン、ジャンセンとバーント・フリードマンによるバンド）
- JBK（ジャンセン、バルビエリ、カーンによるバンド）